# Betonschroef
Een betonschroef wordt na voorboren direct in beton of een andere een harde steensoort geschroefd. Er is dus geen plug of lijm benodigd. De schroefdraad werkt zich in de wanden van het boorgat. Een betonschroef kan eventueel meerdere malen gebruikt worden.